# 満島村
満島村（みずしま / みつしま むら）は、佐賀県東松浦郡にあった村。現在の唐津市の一部にあたる。

## 地理
- 海洋：唐津湾
- 島嶼：満島（陸繋島）、高島[2]
- 河川：松浦川[2]

## 歴史
- 1889年（明治22年）4月1日、町村制の施行により、東松浦郡満島村、高島村が合併して村制施行し、満島村が発足[1][2]。旧村名を継承した満島、高島の2大字を編成[2]。
- 1924年（大正13年）1月1日、東松浦郡唐津町に編入され廃止[1][2]。合併後、唐津町大字満島・高島となる[2]。

## 産業
- 漁業、農業[2]

## 交通

### 馬車軌道
- 1900年（明治33年）浜崎まで馬車軌道が設けられ、1903年（明治36年）唐津町まで運行[2]。

### 橋梁
- 1896年（明治29年）対岸の新堀との間に松浦橋を架橋[2]。

## 教育
- 1875年（明治8年）満島小学校開校[2]。

## 名所・旧跡
- 唐津城[2]